# Номерні знаки України
Реєстраційні знаки транспортних засобів України (розмовне — номерні знаки України) — пластини-ідентифікатори, що кріпляться в установлених місцях на механічних транспортних засобах (за винятком трамваїв і тролейбусів) і причепах та які призначені для обліку ТЗ в уповноваженому органі МВС.

Українська версія стандартних номерних знаків ЄС, представлена у 2015 році.

Сьогодні в Україні існує 15 типів номерних знаків (більше двадцяти підтипів).
На номерних знаках типів 1, 2, 3, 5, 6, 7.3, 8, 12, 13, 14, 15 використовуються українські літери, що мають графічні відповідники у латиниці (усього 12: A, B, C, E, H, I, K, M, O, P, T, X). На номерних знаках типу 4 використовується літера D. На номерних знаках типів 7.1, 7.2, 7.4 можуть використовуватися літери української та латинської абеток. На номерних знаках типів 9, 10, використовуються такі літери: A, B, Г, Е, I, K, M, Н, O, P, С, T, Ф, X, Ч, Ю, Я.
Відповідно до пункту 17 частини першої статті 8 Закону України від 18.02.1992 № 2135-XII «Про оперативно-розшукову діяльність», підрозділам, визначеним у статті 5 Закону, для виконання завдань оперативно-розшукової діяльності за наявності передбачених статтею 6 цього Закону підстав надається право створювати та використовувати заздалегідь ідентифіковані (помічені) або несправжні (імітаційні) засоби згідно з положеннями статті 273 Кримінального процесуального кодексу України, тобто в тому числі використовувати несправжні номерні знаки, так звані номери прикриття.

## Номерні знаки транспортних засобів

### Типи номерних знаків
- 1.1 — Знаки для всіх типів автомобілів, автомобільних причепів, автобусів. Розмір — 520×112 мм, тло — біле, символи — чорні. Поєднання літер ліворуч позначає регіон (див. таблицю), праворуч — серію номерного знака.
- 1.1.2  — Номерні знаки для електромобілів. Символи — зелені.
- 1.2 — Номерні знаки для маршрутних автобусів та мікроавтобусів і таксі. Розмір — 520×112 мм, тло — жовте, символи — чорні. Поєднання літер ліворуч позначає регіон (див. таблицю), праворуч — серію номерного знака.
- 2.1 — Номерні знаки для тимчасового використання (до 2-х місяців) на легкових і вантажних автомобілях, автобусах та мікроавтобусах, причепах, напівпричепах і причепах-розпусках. Розмір — 520×112 мм, тло — червоне, символи — білі.
- 2.2 — Номерні знаки, видані торговельним підприємством, для тимчасового використання (до 10 діб) на легкових і вантажних автомобілях, автобусах та мікроавтобусах, причепах, напівпричепах і причепах-розпусках. Розмір — 520×112 мм, тло — червоне, символи — білі.
- 3.1 — Номерні знаки для транспортних засобів з об'ємом двигуна, що не перевищує 50 см³. Розмір — 140×114 мм, тло — біле, символи — чорні.
- 3.2 — Номерні знаки для тимчасового використання на транспортних засобах з об'ємом двигуна, що не перевищує 50 см³. Розмір — 140×114 мм, тло — червоне, символи — білі.
- 3.3 — Номерні знаки, видані торговельним підприємством, для тимчасового використання на транспортних засобах з об'ємом двигуна, що не перевищує 50 см³. Розмір — 140×114 мм, тло — червоне, символи — білі.
- 4 — Номерні знаки для автотранспорту дипломатичних представництв, консульств, представництв міжнародних організацій і членів родин їхнього персоналу. Розмір — 520×112 мм, тло — біле, символи — чорні.
- 5 — Номерні знаки для мотоциклів, мотоколясок і моторолерів. Розмір — 220×174 мм, тло — біле, символи — чорні.
- 6.1 — Номерні знаки для тимчасового використання на мотоциклах, мотоколясках і моторолерах. Розмір — 220×174 мм, тло — червоне, символи — білі.
- 6.2 — Номерні знаки, видані торговельним підприємством, для тимчасового використання на мотоциклах, мотоколясках і моторолерах. Розмір — 220×174 мм, тло — червоне, символи — білі.
- 7.1 — Номерні знаки, що виготовляються за індивідуальним замовленням для автотранспорту. В багатьох країнах на пластини наносять малюнки. Ситуація з малюнками на індивідуальних номерних знаках в Україні — унікальна: малюнок обирає власник транспортного засобу на власний розсуд. Наприклад в США існує процедура реєстрації ініціативної групи на кожен окремий малюнок, що стає доступним усім охочим, тож не є унікальним.
- 7.2 — Номерні знаки, що виготовляються за індивідуальним замовленням для мотоциклів. Розмір — 220×174 мм, тло — біле, символи — чорні.
- 7.3 — Номерні знаки особливої форми для автомобілів американського або японського виробництва. Розміри (від 220 до 400 мм) × (від 110 до 320 мм), тло — біле, символи — чорні.
- 7.4 — Номерні знаки особливої форми, що виготовляються за індивідуальним замовленням для автомобілів американського або японського виробництва. Розміри (від 220 до 400 мм) × (від 110 до 320 мм), тло — біле, символи — чорні.
- 8 — Номерні знаки для тракторів (самохідних машин) та причепів до них, що використовуються в сільському господарстві. Видаються Держтехнаглядом Мінагрополітики. Розмір — 288×226 мм, нижній край — 140 мм, тло — біле, символи — чорні. Номерні знаки цього типу мають незмінний вигляд з 1995 року.
- 9 — Знаки для всіх типів автомобілів, автомобільних причепів, автобусів, самохідних машин та механізмів Збройних Сил України, Державної спеціальної служби транспорту, Державної служби спеціального зв’язку та захисту інформації України.
- 10 — Знаки для мотоциклів, моторолерів, мотоколясок, квадроциклів, трициклів та інших прирівняних до них транспортних засобів, тракторів і тракторних причепів Збройних Сил України, Державної спеціальної служби транспорту, Державної служби спеціального зв’язку та захисту інформації України.

### Номерні знаки транспортних засобів (з 2015 року)
З 31 березня 2015 року відповідно до змін в ДСТУ 4278:2012 почалась видача номерних знаків нового зразка. Основна з причин відмови від попередніх зразків є ліквідація корупційної складової. Український інститут промислової власності вніс зміни до бази патентів на промислові зразки, згідно з якими єдиним власником патенту «знак номерний транспортних засобів» став Департамент ДАІ МВС України. Попередніми власниками патенту був Департамент ДАІ і ТОВ «Голден флора». А ще раніше фірма «КП НВО „Форт“».
| 1.1 | 1.2 | 2.1 | 2.2 |
|     |     |     |     |
| 3.1 | 3.2 | 3.3 | 4   |
|     |     |     |     |
| 5   | 6.1 | 6.2 | 7.1 |
|     |     |     |     |
| 7.2 | 7.3 | 7.4 | 8   |

### Сполучення літер на номерних знаках
Знаки типу 1 мають містять:
- дві ліві літери — інформація щодо адміністративно-територіальної належності (або спосіб онлайн оформлення)
- чотири цифри — порядковий номер
- дві праві літери — серія

#### Коди адміністративних регіонів
З 2004 року коди регіонів було розподілено виключно з використанням літер, що накреслення яких збігається в латинській і в українській абетках, починаючи з Києва: АА, АВ, АС тощо, в інтервалах АА—АХ, ВА—ВО, ВТ—ВХ, СА—СВ, СЕ—СН. Окремим кодом, що не входив до жодного інтервалу, стала серія ІІ. З 2006 року серія ІІ була виключена і підлягала вилученню.
У 2013 році ухвалено зміни до ДСТУ 4278:2004, згідно з якими список кодів регіонів доповнено серіями в інтервалах НА—НХ, ІА—ІН, КА—КХ, за винятком серій НР та ІС, які не мали аналогів у кодуванні зразка 2004 року.
У 2021 році кожному регіону України додано ще по два коди регіону.
| Регіон                    | Код з 2004 року | Код з 2013 року | Код з 2021 року |
| ------------------------- | --------------- | --------------- | --------------- |
| АР Крим                   | AK              | КК              | TK, MK          |
| Вінницька область         | AB              | KB              | IM, PI          |
| Волинська область         | AC              | KC              | CM, TC          |
| Дніпропетровська область  | AE              | KE              | PP, MI          |
| Донецька область          | AH              | KH              | TH, MH          |
| Житомирська область       | AM              | KM              | TM, MB          |
| Закарпатська область      | AO              | KO              | MT, MO          |
| Запорізька область        | AP              | KP              | TP, MP          |
| Івано-Франківська область | AT              | KT              | TO, XC          |
| Київська область          | AI              | KI              | TI, EE          |
| місто Київ                | AA              | KA              | TT, KK          |
| Кіровоградська область    | BA              | HA              | XA, EA          |
| Луганська область         | BB              | HB              | EP, EB          |
| Львівська область         | BC              | HC              | CC, EC          |
| Миколаївська область      | BE              | HE              | XE, XH          |
| Одеська область           | BH              | HH              | OO, EH          |
| Полтавська область        | BI              | HI              | XI, EI          |
| Рівненська область        | BK              | HK              | XK, EK          |
| Сумська область           | BM              | HM              | XM, EM          |
| Тернопільська область     | BO              | HO              | XO, EO          |
| Харківська область        | AX              | KX              | XX, EX          |
| Херсонська область        | BT              | HT              | XT, ET          |
| Хмельницька область       | BX              | HX              | OX, PX          |
| Черкаська область         | CA              | IA              | OA, PA          |
| Чернігівська область      | CB              | IB              | OB, PB          |
| Чернівецька область       | CE              | IE              | OE, PE          |
| місто Севастополь         | CH              | IH              | OH, PH          |
| Загальнодержавні номери   | ІІ              |                 |                 |

#### Коди способів оформлення онлайн
З грудня 2022 року на номерних знаках, оформлених онлайн, не вказуються коди регіонів, а натомість додано літери відповідно із способом оформлення, зокрема:
- ED, DC — якщо автомобіль оформлений через «Електронний кабінет водія»;
- DI, PD — якщо автомобіль оформлений через портал «Дія».

#### Серії номерних знаків
Права комбінація літер (типи 1 та 2) має видаватися в порядку латинської абетки (з використанням лише літер, що збігаються в латинській та кириличній абетках): з початку абетки — для автомобілів (АА, АВ, АС і т. д.), з кінця — для причепів та напівпричепів (ХХ, ХТ, ХР і т. д.). Власник може обрати будь-яку серію в своєму регіоні.

##### Номерні знаки для електромобілів (з 2020 року)

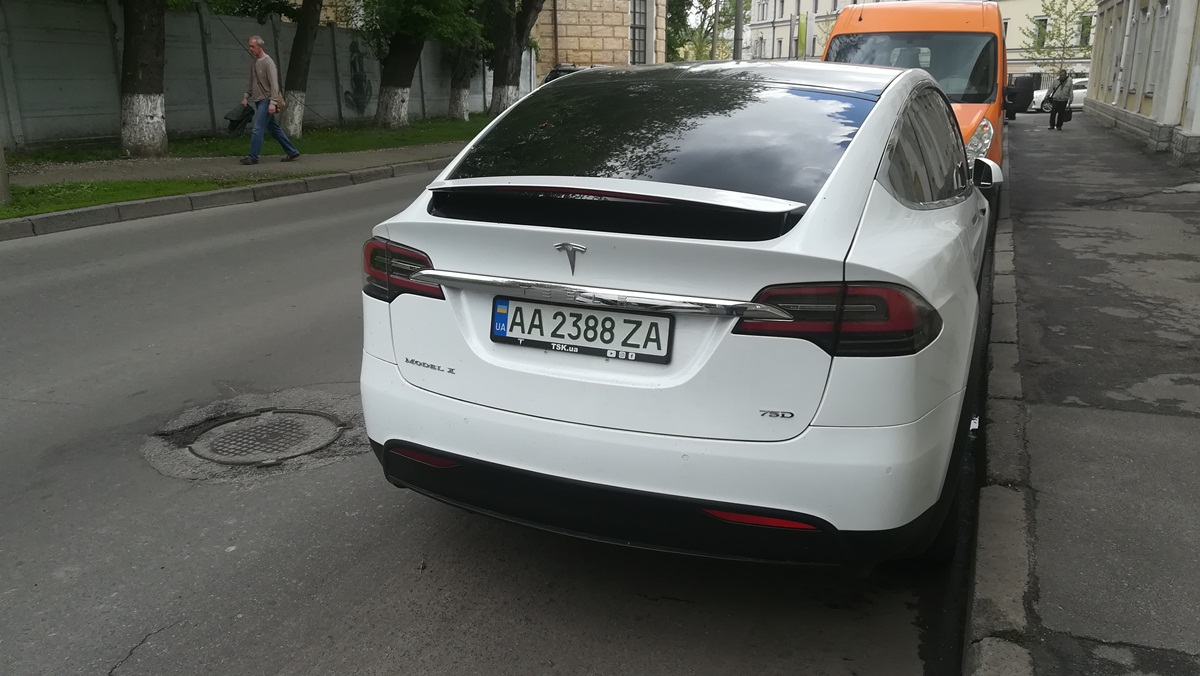
Номерний знак електромобіля «Тесла» (Київ, травень 2021)

Для електромобілів передбачено серії з латинських літер, які починаються з літер U, Q, Z, Y. Починаючи з 2020 року для електромобілів почали видавати номерні знаки з правою комбінацією літер Z• (наприклад, ZA, ZB, ZE та ін.), а з 2022 — Y• (наприклад, YA, YB, YE та ін.). Для електробусів та електромобілів таксі передбачено серії AY, AZ, BG, BL, BN, BQ, BR, TU, TV, TY, TZ. Символи наносяться на жовтому фоні, при цьому всі літери та цифри на номерному знаку зеленого кольору. Видачу розпочато з серії TV.
- Номерний знак для електромобіля

- Номерний знак для електромобіля таксі[8]

##### Заборона використання номерних знаків з літерами «Z» та «V» в Україні
14 квітня 2023 року Верховна Рада України заборонила використання символіки військового російського вторгнення в Україну з літерами «Z» та «V», з ухвалення закону про заборону пропаганди російського нацистського тоталітарного режиму, акту агресії проти України з боку РФ як держави-терориста, символіки, яка використовується збройними та іншими воєнними формуваннями РФ (реєстраційний № 7214). Законом визначено терміни «держава-терорист», символіка військового вторгнення російського нацистського тоталітарного режиму в Україну. Також встановлено заборону поширення пропаганди та символіки військового вторгнення.

#### Порядкові номери
Порядкові номери видаються в порядку наростання в межах коду серії. В багатьох регіонах видавалися позачергові серії, які згодом було вилучено і розповсюджено серед пільгових категорій населення. Винятком є серії на кшталт 0001 або 1111, що викуповуються приватними особами за окрему платню (4 800 — 96 000 гривень).
30 червня 2023 року Кабінет Міністрів України ухвалив зміни до правил присвоєння автомобільних номерних знаків, що дозволяють за бажанням власникам автомобілів обирати під час державної реєстрації номерний знак або його літерно-цифрову комбінацію.
Станом на 28 червня 2024 року, вартість номерних знаків така:
- з послідовних цифр 0123, 1234 — 18000 грн;
- послідовні комбінації цифр:
  - від 0002 до 0005, 0008, 0009 — 60000 грн,
  - 0001, 0007 — 96000 грн,
  - 0006 — 12000 грн;
- чотири одинакові цифри:
  - від 1111 до 5555, 8888, 9999 — 60000 грн,
  - 6666 — 12000 грн,
  - 7777 — 96000 грн;
- із чотирьох цифр, двох послідовних пар одинакових цифр:
  - комбінації без двох послідовних шісток — 18000 грн,
  - комбінації з двома послідовними шістками — 4800 грн;
- із чотирьох цифр, з яких одинакові перша і третя, а також друга і четверта, або перша і четверта, а також друга і третя — 4800 грн;
- із чотирьох цифр, три з яких одинакові та розташовані поспіль:
  - комбінації без трьох послідовних шісток — 18000 грн,
  - комбінації з трьома послідовними шістками — 4800 грн;
- із чотирьох цифр, що містить три одинакові цифри, які розташовані не поспіль — 4800 грн;
- із чотирьох цифр, що починається з двох нулів, а наступні дві неодинакові — 12000 грн;
- інші — 360 грн.

## Інші формати

### Дипломатичні номерні знаки
| голова дипломатичного представництва | дипломатичний персонал представництв | адміністративно-технічний персонал дипломатичних представництв |

Від 2004 року дипломатичні номерні знаки мають єдину форму (див. тип 4). Перші літери — категорія персоналу (до 2021 D — diplomatic), перші три цифри — код країни або міжнародної організації, останні три цифри — порядковий номер ТЗ. Коди в інтервалі 001—199 означають дипломатичні представництва, 200—299 — міжнародні організації, 300—399 — консульські установи. Коди надаються Генеральною Дирекцією з обслуговування Іноземних Представництв (ГДІП) з наступним інформуванням МЗС та МВС України. Коди Міжнародних організацій надаються лише на запит МЗС України.

#### До 2004 року
До 2004 року існувало декілька серій номерних знаків для різних потреб.
| Технічний персонал міжнародних організацій (1992—1997) | Дипломатичний (DP) і консульський (СС) персонал амбасад, конульств, почесні консули (СС) (1992—1997) | Голови дипломатичних місій (1992—1997)                                                                | Громадяни України (перманентний виїзд за кордон(В), іноземні громадяни (С), іноземні компанії, ЗМІ (F) (1992—1997) |
|                                                        | | | |
| Технічний персонал міжнародних організацій (1997—2004) | Дипломатичний (DP) і консульський (СС) персонал амбасад, конульств, почесні консули (СС) 1997—2004   | Дипломатичний (DP) і консульський (СС) персонал амбасад і конульств, почесні консули (СС) (1997—2004) | Голови дипломатичних місій (1997—2004)                                                                             |
|                                                        | | | |
| Іноземні компанії, ЗМІ (F) 1997—2001                   | Іноземні компанії (2001—2004)                                                                        | | |

### Номерні знаки для пасажирського транспорту
Номерні знаки маршрутних транспортних засобів і таксі мають жовте тло.
В період в 2000—2004 рр. такі знаки мали вигляд :
В номерних знаках зразка 2004 року серії таких ТЗ задаються латинськими літерами AD, AF, AG, AJ, AL, AN, AR, AS, AU, AV, BD, BF, TD, TF, TG, TJ, TL, TN, TR, TS, а в ТЗ з виключно електродвигуном — AY, AZ, BG, BL, BN, BQ, BR, TU,TV, TY, TZ. 

### Номерні знаки Міністерства оборони
Номерні знаки поділяються за призначеністю на два типи (ДСТУ 4278:2019):
9 — номерні знаки для автомобілів і причепів до них та тракторів (самохідних машин), що належать ЗСУ, ДССТ (до 2021 року також ДПСУ, ДСНС, ВВ МВС, ТСОУ, Національній гвардії України). Розмір — 520×112 мм, тло — чорне, символи — білі. Номерні знаки цього типу мають незмінний вигляд з 1995 року.
9.1 — номерні знаки для добровольчих батальйонів та волонтерських організацій, що допомагають військовим.
10 — номерні знаки для мотоциклів і причепів до тракторів (самохідних машин), що належать ЗСУ, ДССТ (до 2021 року також ДПСУ, ДСНС, ВВ МВС, ТСОУ, Національній гвардії). Розмір — 220×174 мм, тло — чорне, символи — білі. Номерні знаки цього типу мають незмінний вигляд з 1995 року.
Чотиризначне цифрове позначення номерних знаків — порядковий номер транспортного засобу, який закріплюється за відповідною військовою частиною. Два останніх символи номерного знака (літера та цифра) є серією номерного знака:
А, В, Е, К, Н, Р, С, Т — для всіх типів автомобілів, автобусів, тягачів колісних, тягачів-транспортерів, шасі, тракторів, мотоциклів;
І, М, О, Х — для причепів, напівпричепів.
| 9 | 9.1 | 10 |

|                                                    |                                                                                          |
| Українські номерні знаки волонтерської організації | Саморобний номерний знак ДУК «Правий сектор», що імітує офіційні військові номерні знаки |

#### Інші варіанти
| Пластина | Призначення |
| -------- | --- |
|          | Передній номерний знак (1992—1993) — не видається і підлягає заміні.                                              |
|          | Задній номерний знак (1992—1993, 1995—2004) — не видається і підлягає заміні.                                     |
|          | Передній номерний знак (1993—1994) — не видається і підлягає заміні.                                              |
|          | Задній номерний знак (1993—1994) — не видається і підлягає заміні.                                                |
|          | Номерний знак для причепів (1995—2004) — не видається і підлягає заміні.                                          |
|          | Номерний знак посадових осіб ВМС України (2007) Кількість зірочок на прапорці залежить від рангу посадової особи. |

ЗСУ використовують літери А, В, Е, К, Н, Р, С, Т для автотранспорту, І, М, О, Х — для причепів.
Національна гвардія України до 2000 року використовувала комбінацію Г1.
Державна спеціальна служба транспорту використовує комбінацію Г2.
Товариство сприяння обороні України (ТСОУ) використовує комбінацію Я1.
Мобільні групи розшуку призовників ТЦК та СП здебільшого використовують комбінацію Б4, інколи трапляється Н5, В1.

### Номерні знаки Міністерства внутрішніх справ

#### Національна поліція
- 11 — Номерні знаки Національної поліції МВС України. 520×112 мм, тло — блакитне, символи — білі.

| 2005—2015 | З 2015 року |

#### Оперативно-рятувальна служба цивільного захисту
Дві літери зліва визначають регіон (згідно таблиці наведеної вище), а літера Е праворуч — англ. Emergency, укр. надзвичайна ситуація.
ДСНС до 2021 року використовувала номерні знаки зразка Міністерства оборони з літерою Ч (Ч1, Ч2 — управління і протипожежні підрозділи, Ч3 — гірничо-рятувальні підрозділи).

#### Державна прикордонна служба
Дві літери зліва визначають регіон (згідно таблиці наведеної вище), а літера B праворуч — англ. Border Guard, укр. Прикордонна служба. 
Державна прикордонна служба до 2021 року використовувала номерні знаки зразка Міністерства оборони з літерою Ю, остання цифра означала регіональну приналежність. 
- Ю1 — центральний апарат Державної прикордонної служби (Київ)
- Ю2 — Західне регіональне управління (Львів)
- Ю3 — Північне регіональне управління (Житомир)
- Ю4 — Східне регіональне управління (Харків)
- Ю5 — Південне регіональне управління (Одеса)
- Ю6 — Азово-Чорноморське регіональне управління (Херсон)

#### Національна гвардія
Дві літери зліва визначають регіон (згідно таблиці наведеної вище), а літера G праворуч — англ. Guard, укр. гвардія. Національна гвардія України до 2021 року використовувала номерні знаки зразка Міністерства оборони з літерою Ф (Ф4 — для автотранспорту, Ф5 — для причепів).

#### Інші варіанти
| Пластина | Призначення |
| -------- | --- |
|          | Номерний знак 2000—2004 рр. Літери ВВ зустрічалися на деяких номерних знаках ВВ МВС                                         |
|          | Номерний знак 2004—2005 рр. Із введенням «блакитних» пластин серію «МІ» було розподілено серед пільгових категорій громадян |
|          | Номерний знак вищих посадових осіб МВС                                                                                      |

### Номерні знаки посадових осіб
| Пластина | Призначення |
| -------- | --- |
|          | Номерний знак для ТЗ вищих посадових осіб (до 2005 р.). Від 2-х до 4-х цифр. |
|          | Номерний знак для ТЗ вищих посадових осіб (з 2005 р.). Поперердньо задекларована кількість — 130 од.                                                                              |
|          | Додатковий номерний знак для ТЗ вищих посадових осіб (з 2006 р.). |
|          | Номерний знак для посадових осіб: 0-000ВР (народні депутати України), 1-000АП (Адміністрація Президента), 2-000ВР (автобаза Верховної Ради України), 3-000КМ (Кабінет Міністрів). |

### Номерні знаки Держгірпромнагляду
- 12.1 — Номерні знаки для великотоннажного та технологічного транспорту (Видаються Держгірпромнаглядом). Розмір — 288×226 мм, тло — біле, символи — чорні. Серії аналогічні автомобільним, за винятком невикористання серій АА та СН, які об'єднані з АІ та АК відповідно.
- 12.2 — Номерні знаки для тимчасового використання на великотоннажному та технологічному транспорті (Видаються Держгірпромнаглядом). Розмір — 140×114 мм, тло — червоне, символи — білі. ТР — обов'язкова позначка, АА — код регіону.

| 12.1 | 12.2 |

#### До 2010 року
Після зміни дизайну пластин в 2010 році і введення типу 12.1, номерні знаки старого зразка більше не видаються, але у вжитку їх залишається багато. Характерним для цього типу номерних знаків є використання регіональних комбінацій з українських літер. Міста Київ і Севастополь не мають власних серій, користуючись серіями Київської області і АР Крим відповідно.
| Регіон                    | Серії  |
| ------------------------- | ------ |
| Автономна Республіка Крим | КМ, КР |
| Вінницька область         | ВІ, ВЦ |
| Волинська область         | ВН, ВЛ |
| Дніпропетровська область  | ДН, ДП |
| Донецька область          | ДЦ, ДО |
| Житомирська область       | ЖІ, ЖТ |
| Закарпатська область      | ЗА, ЗК |
| Запорізька область        | ЗП, ЗС |
| Івано-Франківська область | ІФ, ІА |
| Київська область          | КХ, КІ |
| Кіровоградська область    | КГ, КД |
| Луганська область         | ЛУ, ЛГ |
| Львівська область         | ЛВ, ЛК |
| Миколаївська область      | МК, МВ |
| Одеська область           | ОД, ОЕ |
| Полтавська область        | ПЛ, ПВ |
| Рівненська область        | РВ, РІ |
| Сумська область           | СУ, СМ |
| Тернопільська область     | ТЕ, ТР |
| Харківська область        | ХА, ХВ |
| Херсонська область        | ХО, ХН |
| Хмельницька область       | ХМ, ХЛ |
| Черкаська область         | ЧК, ЧР |
| Чернігівська область      | ЧН, ЧГ |
| Чернівецька область       | ЧВ, ЧЦ |

## Історія

### 1992—1993

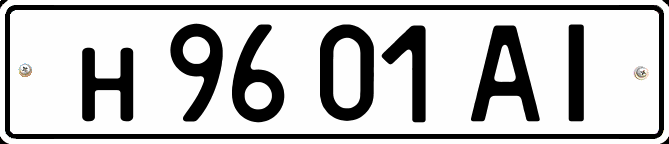
ТЗ індивідуальних власників 1992—1993 рр.

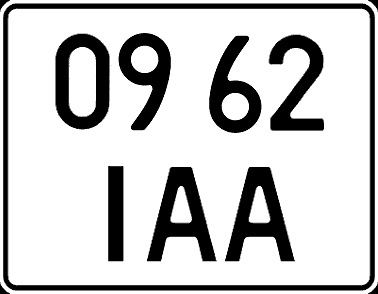
Державні ТЗ 1992-1993 рр.

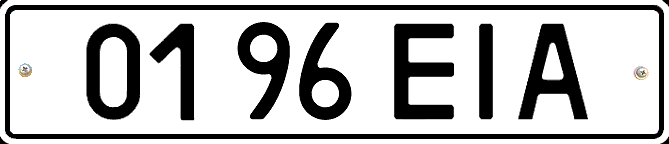
Державні ТЗ 1992—1993 рр.

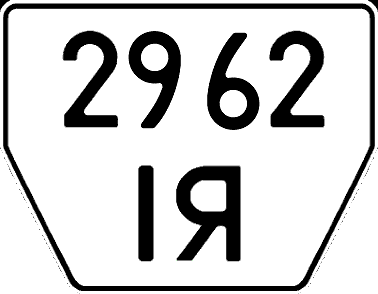
Причепи 1992—1993 рр.

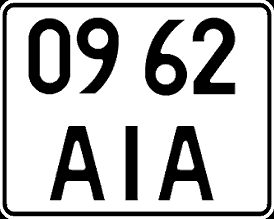
Мотоцикли 1992—1993 рр.

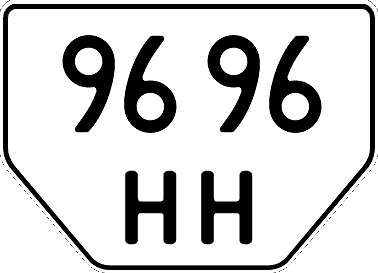
Трактори 1992—1993 рр.

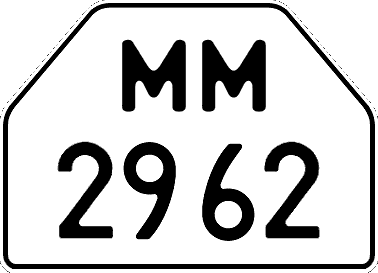
Тракторні причепи 1992—1993 рр.

18 лютого 1992 року, було запроваджено специфічні регіональні серії з рясним використанням літер І та Я для номерних знаків радянського ГОСТу 3202-77.
| Регіон                 | Авто/мото  | Причепи    | Трактори |
| ---------------------- | ---------- | ---------- | -------- |
| АР Крим                | МЯ, КР     | НЯ, КР     | КН, КО   |
| Вінницька обл.         | ВІ, ВХ     | ВІ, ХО     | ВЕ, ВЯ   |
| Волинська обл.         | ВН, ВЯ     | ВН         | ВК, ВМ   |
| Дніпропетровська обл.  | ЯА, АЕ ДН  | ХХ, ЯВ, ЯС | АА, АВ   |
| Донецька обл.          | ЯН         | ХЕ, ЯМ, ЯН | ТК, ТМ   |
| Житомирська обл.       | ІО         | НН         | АЕ, АК   |
| Закарпатська обл.      | ІК         | НМ         | СК, СМ   |
| Запорізька обл.        | ЯТ         | ЕЕ, ЯЯ, ЯХ | ВО, ВТ   |
| Івано-Франківська обл. | ІВ         | ЕЯ         | МА, МВ   |
| Київська обл.          | КХ, МІ     | КХ, МІ     | КА, КЯ   |
| м. Київ                | КІ, КИ     | КІ, СЯ     | КС, КТ   |
| Кіровоградська обл.    | ЕІ         | ВС, ЕІ     | КЕ, КМ   |
| Луганська обл.         | АІ         | ВР, АІ     | ЯА, ЯК   |
| Львівська обл.         | ІН         | ХР, ІН     | ЕА, ЕМ   |
| Миколаїська обл.       | НІ         | НК, НІ     | МК, ММ   |
| Одеська обл.           | ОІ, ОЯ     | ОЕ, ОЯ, РХ | ОК, ОМ   |
| Полтавська обл.        | ІХ         | ХТ, ІХ     | НО, НР   |
| Рівненська обл.        | РВ         | РВ         | РА, РЕ   |
| Сумська обл.           | СІ         | ОТ         | СА, СВ   |
| Тернопільська обл.     | ТІ, ТЕ     | ТЕ, ТІ     | ТА, ТВ   |
| Харківська обл.        | ХА, ХІ, ХК | ХА, ХІ     | ТН, ТО   |
| Херсонська обл.        | ХО         | ХН         | ЕН, ЕО   |
| Хмельницька обл.       | ХМ, ТЯ     | ХМ         | ЕР, ЕС   |
| Черкаська обл.         | РК, РС     | РК, ІА     | МН, МО   |
| Чернігівська обл.      | РМ         | ХВ         | ЯО, ЯР   |
| Чернівецька обл.       | ІС         | ОХ, ОІ     | РМ, РН   |

### 1993—1994

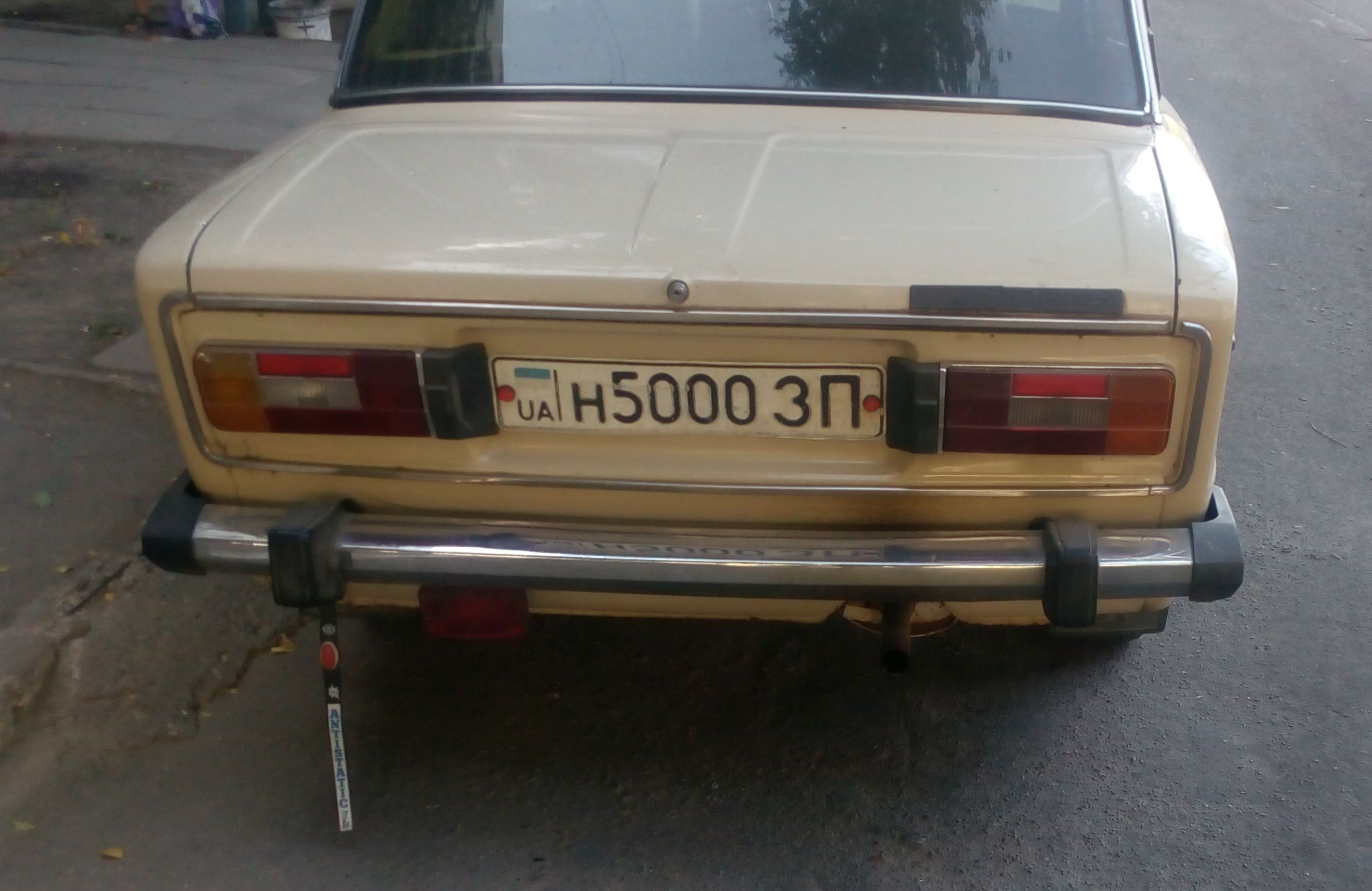
Радянсько-український номер, Запоріжжя

У 1993 році на лівому боці пластин було розташовано зображення Державного прапора і, вперше, код UA. Запроваджені раніше серії було продовжено. В деяких регіонах видавалися номерні знаки нового типу з радянськими серіями (ДП, КИ, КР, ХМ та ін.). Місто Севастополь вже тоді мало окрему серію І при загальнокримському коді регіону МЯ.

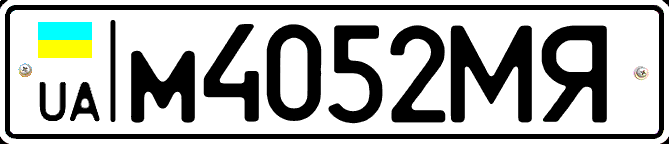
Автомобільний номерний знак для ТЗ індивідуальних власників 1993—1994 рр.

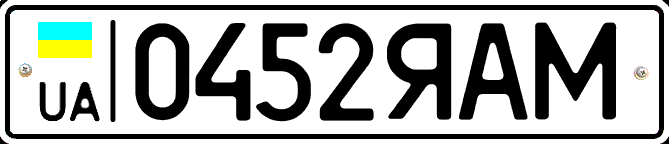
Автомобільний номерний знак для державних ТЗ 1993—1994 рр.

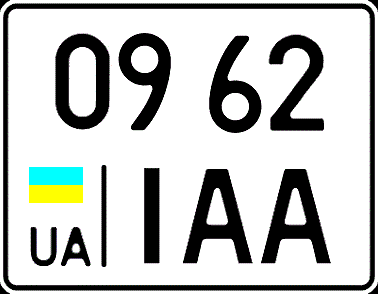
Задній автомобільний номерний знак 1993—1994 рр.

### 1995—2004

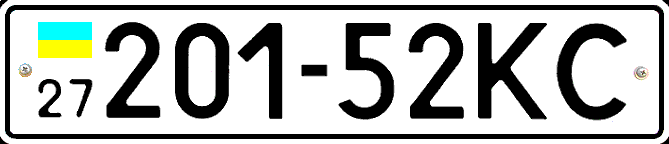
Автомобільний номерний знак 1995—2004 рр.

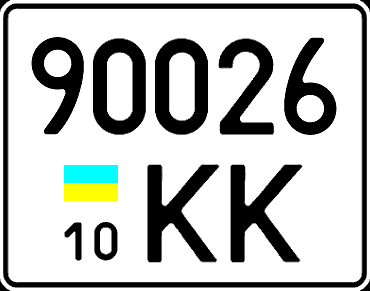
Задній автомобільний номерний знак 1995—2004 рр.

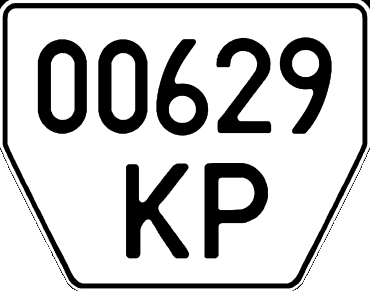
Номерний знак для причепів 1995—2004 рр.

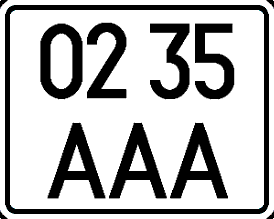
Номерний знак для мотоциклів 1995—2004 рр.

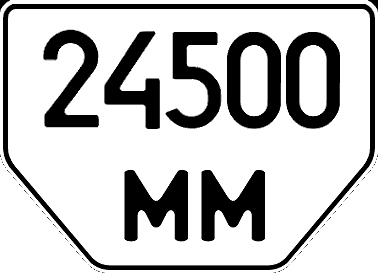
Номерний знак для тракторів 1995—2004 рр.

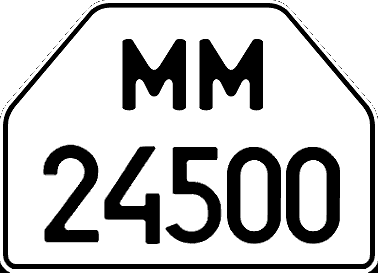
Номерний знак для причепів до тракторів 1995—2004 рр.

З 1995 року до 2004 року видавалися номерні знаки з п'ятьма цифрами і двома літерами. Регіони отримали цифрові коди та визначені комбінації літер. В більшості регіонів всі комбінації літер починалися з однієї літери. Винятками стали: Київ (серії ОО, ІІ), Дніпропетровська область (серія СМ), АР Крим (серія РК), Луганська область (серія ІА), Житомирська область (серія ОІ). Цікавим і єдиним у своєму роді є той факт, що серію КТ, розподілену для АР Крим, при вичерпанні Києвом своїх комбінацій, було передано столиці. Згодом до 27 існуючих додався один «віртуальний» загальнодержавний регіон 28 (серія НН), що 2004 року трансформувався в серію ІІ.
| Код | Регіон                    | Серії                          |
| --- | ------------------------- | ------------------------------ |
| 01  | Автономна Республіка Крим | КР, КО, РК                     |
| 02  | Вінницька область         | ВІ, ВТ, ВХ                     |
| 03  | Волинська область         | ВО, ВК, ВМ                     |
| 04  | Дніпропетровська область  | АА, АВ, АЕ, АН, АК, АІ, СМ     |
| 05  | Донецька область          | ЕА, ЕВ, ЕК, ЕН, ЕО, ЕС, ЕЕ     |
| 06  | Житомирська область       | ВА, ВВ, ВЕ, OI                 |
| 07  | Закарпатська область      | РЕ, РТ, РР                     |
| 08  | Запорізька область        | НА, НЕ, НС, НО, НР, НВ         |
| 09  | Івано-Франківська область | ІВ, ІС, ІЕ                     |
| 10  | Київська область          | КК, КМ, КХ                     |
| 11  | місто Київ                | КА, КВ, КЕ, КІ, КН, КТ, ІІ, ОО |
| 12  | Кіровоградська область    | ОН, ОМ, ОС                     |
| 13  | Луганська область         | АМ, АР, АО, АТ, АХ, АС, IA     |
| 14  | Львівська область         | ТА, ТВ, ТС, ТН, TT, ТО         |
| 15  | Миколаївська область      | НІ, НК, НТ                     |
| 16  | Одеська область           | ОА, ОВ, ОЕ, ОК, ОТ             |
| 17  | Полтавська область        | СК, СН, СС                     |
| 18  | Рівненська область        | РА, РВ, РО                     |
| 19  | Сумська область           | СА, СВ, СЕ                     |
| 20  | Тернопільська область     | ТІ, ТЕ, ТК                     |
| 21  | Харківська область        | ХА, ХК, ХВ, ХР                 |
| 22  | Херсонська область        | ХО, ХН                         |
| 23  | Хмельницька область       | ХМ, ХІ                         |
| 24  | Черкаська область         | МА, МВ, МЕ, МТ                 |
| 25  | Чернігівська область      | ММ, МН, МК                     |
| 26  | Чернівецька область       | МО, МР, МС                     |
| 27  | місто Севастополь         | КС                             |
| 28  | загальнодержавна серія    | НН, XX, ІІ                     |

### 2004—2015
| 1.1 | 1.2 | 2.1 | 2.2 |
|     |     |     |     |
| 3.1 | 3.2 | 3.3 | 4   |
|     |     |     |     |
| 5   | 6.1 | 6.2 | 7.1 |
|     |     |     |     |
| 7.2 | 7.3 | 7.4 | 8   |

### Тимчасові номерні знаки попередніх зразків
У 1992—1994 роках видавалися паперові номерні знаки радянського зразку, що розташовувалися під переднім та заднім склом.
У 1995—2000 роках видавалися паперові номерні знаки кольорів Державного прапора, що розташовувалися під переднім та заднім склом. Зараз даний тип номерних знаків видається Держтехнаглядом Мінагрополітики лише для тракторів (самохідних машин), що використовуються в сільському господарстві. Знак має розміри 210×148 мм і розташовується на в нижньому правому куті переднього скла кабіни.
У 1999—2001 роках видавалися пластмасові номерні знаки синього кольору.
Після запровадження нових номерних знаків МВС, колір тимчасових змінили на зелений (2001—2003 рр.)
У 2003 році введено календарну наліпку (2003—2004 рр.)
У 2004 році запроваджено транзитні номерні знаки нового стандарту червоного кольору без визначення регіону (2004—2006 рр.). Вперше запроваджено тимчасові пластини для мотоциклів.

## Схожі номери у Європі

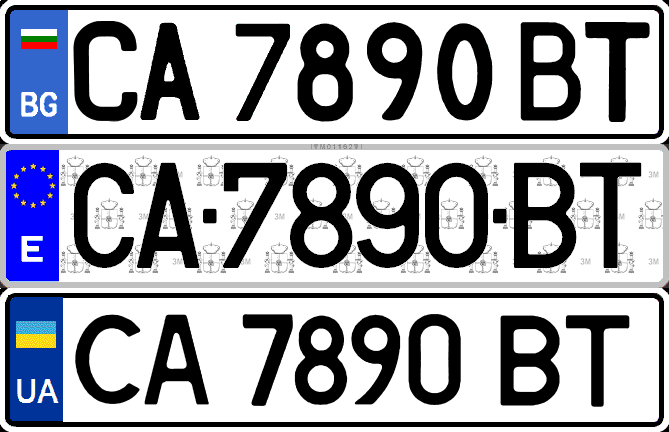
Софія — Кадіс — Черкаси

Українські номери з деякими кодами регіонів повністю повторюють болгарські та попередні іспанські. Тому неможливо швидко ідентифікувати до якої країни вони належать. Це стосується чотирьох регіонів Іспанії з кодами: BA, BI, CA, IB; та шести регіонах Болгарії з кодами: BT, BH, CA, СВ, CH, KH.